# Ahí afuera
Ahí afuera fue una serie de televisión por internet de drama y suspenso argentina original de Studio+, un servicio streaming exclusivo de la empresa Movistar para celulares y tabletas. La historia se centra en un grupo de jóvenes que deciden robar el dinero de un club nocturno con el fin de salir para siempre de su aburrido pueblo, pero el plan sale mal y deberán improvisar en el camino para que la policía no los atrape. Estuvo protagonizada por Matías Mayer, Belén Chavanne, Alejandro Awada, Agustín Daulte y Cristian Salguero. Fue estrenada el 17 de octubre de 2016.

## Sinopsis
Tomás (Matías Mayer) y Helena (Belén Chavanne) son una pareja joven que está cansada de vivir en su aburrido pueblo ubicado en la Patagonia sur de la Argentina, por lo cual, ella le sugiere la idea de robar el dinero de un club nocturno. De esta manera, Tomás decide reclutar a Manuel (Agustín Daulte), su mejor amigo y a Javier (Cristian Salguero), un experto en robos para la misión, sin embargo, lo planificado no sale como esperaban, porque durante la huida, Manuel es herido por una bala, pero logran escapar y su plan toma un rumbo diferente, ya que Wegner (Alejandro Awada) consigue identificarlos y encarga a El Rubio (William Prociuk) la tarea de perseguirlos para matarlos a sangre fría, por lo tanto, el grupo de amigos deberá emprender un nuevo plan de escape para seguir con vida y quedarse con el motín.

## Elenco

### Principal
- Matías Mayer como Tomás.
- Belén Chavanne como Helena.
- Alejandro Awada como Germán Wegner.
- Agustín Daulte como Manuel Evans.
- Cristian Salguero como Javier.

### Secundario
- William Prociuk como "El Rubio" Cuppa.
- Jonathan Da Rosa como "Santacruz".
- Ricardo Díaz Mourelle como Sánchez.
- Astrid Ivana Dietrich como "Helena" de pequeña.

### Participaciones
- Mimí Ardú como Esther.
- Boy Olmi como Máximo Evans.
- Alexia Moyano como Susana.
- Marina Cohen como Silke.
- Andrés Várszegi como "Rulo".

## Episodios
| N.º | Título                 | Dirigido por        | Escrito por                                        | Fecha de lanzamiento original |
| --- | ---------------------- | ------------------- | -------------------------------------------------- | ----------------------------- |
| 1   | «El escape»            | Nicolás Pérez Veiga | Nicolás Pérez Veiga, Pablo Fendrik y Jean Dathanat | 17 de octubre de 2016         |
| 2   | «Quién nos persigue»   | Nicolás Pérez Veiga | Nicolás Pérez Veiga, Pablo Fendrik y Jean Dathanat | 17 de octubre de 2016         |
| 3   | «Escondidos»           | Nicolás Pérez Veiga | Nicolás Pérez Veiga, Pablo Fendrik y Jean Dathanat | 17 de octubre de 2016         |
| 4   | «Lobos»                | Nicolás Pérez Veiga | Nicolás Pérez Veiga, Pablo Fendrik y Jean Dathanat | 17 de octubre de 2016         |
| 5   | «Lo que hicimos»       | Nicolás Pérez Veiga | Nicolás Pérez Veiga, Pablo Fendrik y Jean Dathanat | 17 de octubre de 2016         |
| 6   | «Malón»                | Nicolás Pérez Veiga | Nicolás Pérez Veiga, Pablo Fendrik y Jean Dathanat | 17 de octubre de 2016         |
| 7   | «El plan»              | Nicolás Pérez Veiga | Nicolás Pérez Veiga, Pablo Fendrik y Jean Dathanat | 17 de octubre de 2016         |
| 8   | «Lo que dejamos atrás» | Nicolás Pérez Veiga | Nicolás Pérez Veiga, Pablo Fendrik y Jean Dathanat | 17 de octubre de 2016         |
| 9   | «El intercambio»       | Nicolás Pérez Veiga | Nicolás Pérez Veiga, Pablo Fendrik y Jean Dathanat | 17 de octubre de 2016         |
| 10  | «El mar»               | Nicolás Pérez Veiga | Nicolás Pérez Veiga, Pablo Fendrik y Jean Dathanat | 17 de octubre de 2016         |

## Desarrollo

### Producción
En 2015, el creador y director de la serie Nicolás Pérez Veiga recibió un llamado de la empresa Studio Plus de Francia, que buscaba guionistas y directores para producir series de capítulos cortos y ofrecerlos a través de sus aplicaciones digitales para celulares y tablets. En abril del 2016, se informó que la serie originalmente se iba a llamar From The Shadows (en español: Desde la oscuridad), la cual sería realizada por la productora PRIMO exclusivamente para la plataforma francesa Canal+, teniendo a Pérez Veiga como director y que escribiría el guion junto a Pablo Fendrik.
En octubre de 2016, se confirmó que el título oficial de la producción sería Ahí afuera tras exhibir sus dos primeros episodios en un evento de prensa realizado por Telefónica y Vivendi en la Fundación Telefónica de Movistar, donde presentaron la plataforma Studio+ por la cual se emitiría por completo la serie a fines del 2016 en Francia.

### Rodaje
La fotografía principal de la serie inició el 16 de marzo de 2016 y finalizó el 4 de abril del mismo año en la ciudad de Bariloche ubicada en la provincia de Río Negro, donde se filmó la mayor parte de la producción. Las grabaciones también tuvieron lugar en Buenos Aires, Villa El Chocón y Villa La Angostura.

### Casting
En abril del 2016, se anunció que el elenco principal de la serie estaba integrado por Alejandro Awada, Matías Mayer, Belén Chavanne y Agustín Daulte.

## Premios y nominaciones
| Lista de premios y nominaciones | Lista de premios y nominaciones | Lista de premios y nominaciones | Lista de premios y nominaciones | Lista de premios y nominaciones | Lista de premios y nominaciones | Lista de premios y nominaciones |
| Año                             | Organización                    | Categoría                       | Nominado/a (s)                  | Resultado                       | Ref(s)                          |                                 |
| ------------------------------- | ------------------------------- | ------------------------------- | ------------------------------- | ------------------------------- | ------------------------------- | ------------------------------- |
| 2017                            | Premios Emmy Internacional      | Mejor Serie de Formato Corto    | Ahí afuera                      | Nominado                        | [ 11 ]                          |                                 |
| 2017                            | Festival El Ojo de Iberoamérica | Mejor Realizador                | Nicolás Pérez Veiga             | Ganador                         | [ 12 ]                          |                                 |